# Miodrag Djuric

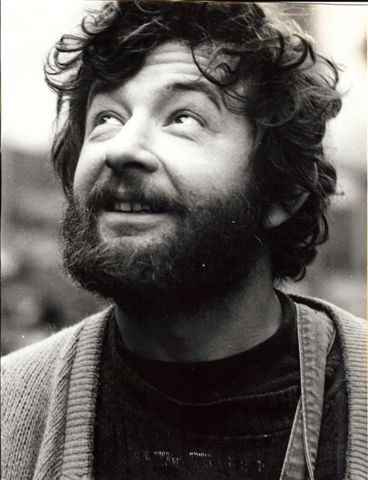
Dado in den frühen 1970er Jahren

Miodrag Djuric (ursprüngliche Schreibweise Miodrag Đurić), genannt Dado (* 4. Oktober 1933 in Cetinje, Königreich Jugoslawien; † 27. November 2010 in Pontoise, Frankreich), war ein jugoslawisch-französischer Maler und Grafiker.

## Leben und Werk
Nach dem Tod seiner Mutter 1944 wurde Miodrag von einem Onkel aufgenommen, der in Ljubljana als Kunstmaler lebte. Miodrag Djuric studierte zunächst an der Akademie der Bildenden Künste in Herceg Novi, dann an der Akademie in Belgrad. Im Jahr 1956 ging er nach Paris und arbeitete anfangs als Assistent in der Lithografie. Er lernte Jean Dubuffet und Roberto Matta kennen, die ihn förderten.
In seinem Atelier bei Paris malte er in Öl auf Leinwand, schuf Zeichnungen und Grafiken, sowie Skulpturen und Assemblagen. Seine Kunst ist surrealistisch geprägt, spielt mit der Irritation, der Mehrdeutigkeit zwischen Organischem und Mineralischem, dem Körper und der Landschaft. Phantasiewesen scheinen aus dem Gestein herauszuwachsen. 1958 fand eine erste Ausstellung im Atelier von Daniel Cordier statt. Dieser organisierte im Folgejahr die internationale Surrealismus-Ausstellung in Paris. Dank seiner Erfolge in dieser Ausstellung konnte sich Dado die Mühle von Hérouval kaufen.
Weitere Weggefährten von ihm wurden Bernard Réquichot, der ebenfalls Körper-Metamorphosen in Szene setzte, sowie die Surrealisten Hans Bellmer und seine Gefährtin Unica Zürn. Der Dichter Georges Limbour schrieb, dass in Dados Bildern alles zu zerbrechen scheine, alles sei von feinen Rissen durchzogen und wirke so, als ob es im nächsten Moment auseinanderfalle.
Zwei weitere Ausstellungen fanden 1961 und 1964 in der Galerie von Daniel Cordier statt. Er wurde zweimal zu einer documenta nach Kassel eingeladen: 1964 zur documenta III und auch im Jahr 1977 zur documenta 6, jeweils in die Abteilung Zeichnung. 1970 fand eine große Retrospektive seiner Werke im Centre national d’Art contemporain in Paris statt, die aber nicht das Ende seines Schaffens bedeutete. Er malte großformatige Diptychen, die phantasievolle, kunstfertig gestaltete Monsterwesen zeigten, gepanzerte Rieseninsekten mit scharfen Scheren. Diese tummelten sich in kaltblauem Licht zwischen Ruinen. Sein Werk entwickelte sich bis 1994 weiter in Richtung einer etwas manierierten Todesromantik, schlug dann jedoch eine völlig neue Richtung ein.
In jenem Jahr erwarb er Les Orpellières, ein stillgelegtes Weingut bei Sérignan im Département Hérault. Bis 1999 malte er dort auf Mauerwerk und schuf Skulpturen. Anschließend schmückte er das Dachgebälk der Kapelle Saint-Luc in Gisors aus. Seine letzte große Arbeit war 2002 die künstlerische Ausgestaltung eines alten Steinhauses bei Fécamp.
Seit 1981 war er korrespondierendes Mitglied der Montenegrinischen Akademie der Wissenschaften und Künste. Seine Werke finden sich weltweit in vielen Museen, Galerien, und in privaten Sammlungen.

## Ausstellungen
- 2012: Kunsthalle Düsseldorf: Dado, Danse Macabre
- 2015: Kloster Auberive: „Dado, Horama“